# Aspen Hysys
Aspen Hysys (або просто Hysys) — це симулятор хімічного процесу, який використовується для математичного моделювання хімічних процесів, від одиничних операцій до повних хімічних заводів та нафтопереробних заводів.
Hysys здатний виконувати багато основних розрахунків хімічної техніки, у тому числі масових балансів, енергетичного балансу, рівноважної рідини, теплопередачі, масопередачі, хімічну кінетику, фракціонування та падіння тиску. HYSYS широко використовуються в промисловості та наукових дослідженнях для стаціонарного та динамічного моделювання, процесу розробки, моделювання продуктивності та оптимізації хімічних процесів
Назва "Hysys" утворена від назви компанії HyProtech, яка створила програмне забезпеченн, та слова "Systems".